# 佐渡開拓団跡事件
佐渡開拓団跡事件（さどかいたくだんあとじけん）とは、1945年（昭和20年）8月27日に満洲で起きた、ソ連軍による日本人民間人虐殺事件である。
事件は、ソ連により占領中の満洲国東北部（現在の黒竜江省）の勃利郊外にあった、佐渡開拓団が入植していた跡地で生じた。さらに奥地からの複数の開拓団が避難の過程で集まってきた中で生じた。『満洲開拓史』では、佐渡事件（さどじけん）という呼び方も使われている。一時に殺害された人数としては、日ソ戦争中最大である。

## 佐渡開拓団
佐渡開拓団自体はこの事件の被害者ではないが、事件は同開拓団の入植地で発生したので、先に佐渡開拓団のあらましについて述べておく。
少数ながら以前にも満洲への移民は政策として行われていたが、1937年（昭和12年）に広田弘毅内閣で策定された二十カ年百万戸送出計画が国策としての大規模な移民政策の始まりである。
移民政策の目的は、農村部の過剰人口問題・土地不足問題の解消だった。また、別の目的として、満洲国内の日本人構成比率を高めること、軍・警察による治安維持の補完として利用すること、満洲国の産業開発・長大なソ連国境防衛の一翼を移民に担わせようとする意図があった。
国策策定以後、「分村・分郷開拓団」が各地に結成され、地方の農民は計画的に満洲国へ送り出されていった。この段階で既に農民は世間から圧力を受けており、国策に従わない者は国賊、との風潮が漂っていた。
新潟県第10次佐渡開拓団は、旧東安省勃利県（後の七台河市）に入植した。七台河市中心部から自動車で20分くらいの場所、倭肯河の対岸に入植したらしいが、その正確な場所の特定は難しいようである。また、佐渡開拓団の入植地に隣接して、長興耕野開拓団、鹿島台開拓団、羅圏河開拓団、萬竜義勇隊開拓団、北星義勇隊開拓団が入植した。
ソ連政府は日ソ中立条約を一方的に破棄して、1945年（昭和20年）8月8日に日本へ宣戦布告、9日未明から満洲国に侵攻したため、同日、佐渡開拓団は開拓団本部へ集結するように命令を受け、その後七台河屯の南にある桃山へ移転、更に10日には勃利へ避難した。
この避難の最中に在郷軍人未招集者が召集されたため、残された婦女子だけで駅に向かい8月13日に避難列車で逃避したが、すぐにソ連軍の爆撃を受けたため、2駅先で停車してしまい、その後は列車を捨てばらばらになって山中に逃亡した。約60日間の逃避行の末、牡丹江の拉古収容所に達し、その後多くの者は新京に落ち着いた。
『満洲開拓史』によれば、団員・家族の死亡者78人、未引揚者28人、帰還者104人、戦後に県に提出された「佐渡開拓団実態調査表」によれば佐渡への帰還者百余名とある。佐渡開拓団自体はソ連軍の直接的な攻撃の被害にはあわなかったが、それでも半数近い人が亡くなった。佐渡市両津城腰の「れんげ寺」に1996年8月に終戦50周年を機に建立された慰霊碑がある。

## 事件の概要
一方、東北部のソ連国境に近い地域に入植していた開拓団はソ連軍の侵攻に押し出されるようにして8月20日ごろに、佐渡開拓団跡に避難してきた。避難してきたのは、虎林県の清和開拓団（新潟県）、完達嶺義勇隊開拓団、宝清県の埴科郷（長野県）、高社郷（長野県）、阿智郷（長野県）、更科郷（長野県）、南信濃郷（長野県）など約3000人である。開拓民のうち男性は大部分が兵士として既に徴用されていたので、避難民の大多数は女性・子ども、老人だった。多くの開拓団がこの地を通ったり、事件発生直前にこの地を去った開拓団、本来の開拓団からはぐれて他の開拓団に合流したグループもあり、集まっていたものとして長野県送出の開拓団が8つ、楊栄庄内など山形県送出の開拓団が5つ、茨城県の開拓団、報国農場の青年、宝清県公署、県病院の一般日本人も挙がっている。ここを通過した者全てなのであろうか、最大数として、第6次五福堂開拓団長がまとめた手書き文書に5,684人という数字もある。
この付近は、満洲国東北部から勃利・依蘭を経由して方正・ハルビンへ向かって避難する経路の途中にあったので、避難指示に従って8月20日ごろにこの地に集結していた。また、先に進むつもりで出発したものの途中で現地民らの襲撃を受け逃げ回る内に方向を見失い、結果的に佐渡開拓団跡へ戻ってきてしまった例もあった。また、集まった開拓団らには、避難の途上で現地暴徒や匪賊の襲撃を受け、あるいは橋の落とされた倭肯河の激流を渡河しようとして失敗、団員やその家族を幾人も失ったものも多かった。とくに新潟送出の清和開拓団は避難出発時の集落の集まりのズレや歩速により、はじめ2つの集団に大きく分かれて避難していたが、8月13日頃、宝清県で先頭集団は宝清街を無事通過したものの、数時間遅れの後続集団は宝清街の城門あたりで警備兵や匪賊からとも、その手前の満州人集落・満洲軍兵舎からともいうが、銃撃を受け、ほぼ全滅に近い被害を受けるという宝清事件という悲劇にあったことでも知られる。
同月23日にソ連軍機が「戦争は終結した。日本人は外へでなさい」という内容のビラを撒いたが、避難民は玉音放送や関東軍の武装解除の事実を知らず、戦争は続いていると思っていた。
複数の様々な開拓団が集まっていたこと、また、自己弁護気味の説明もあって、事件の経緯に関する証言は様々に異なる。それぞれの証言をなるべく紹介していく。翌8月24日夕刻、佐渡開拓団跡にソ連軍の軍用機が不時着する事件が発生した。旧式の老朽機で不時着したとも、宣伝ビラを有効に届けようと低空飛行をしていたことが仇となり開拓民の銃撃を受けて不時着することになったともいう。開拓民約10名と搭乗兵との間で交戦となり、開拓民が1人殺されたとする説がある。このことに激高した開拓団員がソ連機を焼き払い、パイロットの一人を殺害したが、他のパイロットに逃げられたという。当時戦争が続いているものと思っていたため不時着したことを聞いて血気にはやった者ら（尖山更科郷の青年学校メンバーらとする証言などがある）が襲撃する気満々で現場に向かったとする証言、パイロットは2名いて逃げるところを一人を殺してもう一人には逃げられたとする証言、あるいは、パイロットらは4人いて飛行機の機関銃を外して逃げ去り殺された者がいたような話は聞いたことがないという証言等がある。
逃亡兵が出たためソ連軍への通報による報復が予想されたので、開拓民の間で対策が協議されたが結論はまとまらず、各開拓団・開拓民で別々に行動することになった。一部の者は、事件発生前に同地を離れ奉天にたどり着いた者もいたが、それでもなお多くの者が佐渡開拓団跡に残った。依蘭を目指した義勇隊の青年らが襲撃を受けて逃げ帰ってきていて、倭肯河の下流の大橋は（おそらく日本軍によって）落とされ、女性子どもを抱えての渡河は不可能、上流の山間地帯は匪賊が跋扈し、いずれも脱出に成算がないとみられたためである。
また、佐渡開拓団跡には多くの開拓団が集まり、場所がなくなっていたので、舞い戻って来た高社郷は、1kmほど離れた場所にある昔の開拓団建物を宿舎とした。そちらはソ連機が飛んで来た方向で、高社郷のメンバーは飛行機襲撃事件を聞いてソ連軍の攻撃を受けることを先に覚悟、一部自信があるという者を脱出させた後、ソ連軍の戦車の音を聞いて自決を始め、応戦しながら自決を続けたという。
これについて、清和開拓団生存者が後の1946/4/25付けでハルピン日本人居留民会に出した報告「終戦直後の状況」によれば、以下の通り。同月26日には、同地（高社郷宿泊地）にソ連軍のトラック3台がやってきた。トラックには白旗が掲げられていたが、このトラックをソ連軍が女性を連行しようとしたものと考えている。開拓民はトラックに向けて、不時着したソ連機から奪った軽機関銃2丁を乱射して攻撃、更に鍬や銃も使ってソ連兵20人余を殺害した（ただし、ソ連機を襲撃したのは高社郷の者ではなく、この話には齟齬がみられる。『昭和史の天皇』は、この頃、音が伝わりやすい満州の平野で機関銃らしき音は聞いていないとの脱出者の証言も伝えている。）。殺害されたソ連兵の中には、高級将校が含まれていた。これらの事件に対するソ連軍の報復として行われたのが、佐渡開拓団跡事件であるとする。一方で、同じ清和開拓団の引揚者が1950年頃県に出した「開拓団実態調査表」によれば、開拓団民が切込みも想定して家族を殺害し、殺気立っていた中、ソ連軍がトラック3台、兵60人で食糧を積んで帰順の勧告に来たので、逆襲する挙に出たとされている（この話によれば、単なる集団自決のつもりだったというより、はじめから玉砕覚悟で戦うつもりで後顧の憂いないよう女子どもを殺害していた節がある。）。
また、現場を目撃した現地住民には、はじめソ連軍は装甲車4台で高社郷宿営地に来たもので、それに対し数人の開拓団民らが白旗を掲げてソ連軍将兵らの下にやって来て、いきなり高級将校を含むソ連軍将兵数名らを日本刀で切り殺した為、他のソ連軍兵士らは驚いていったん逃げ出したものの、やがてソ連軍からの戦車による報復攻撃が始まったとする話も伝えられている。『長野県満州開拓史』の埴科郷の編によれば、埴科郷ではない他団の者がソ連機を焼き払ったとし、高社郷の斬り込み隊がソ連の装甲車を襲ったことが伝えられたとしている。
高社郷はソ連軍の攻撃を受ける中で、佐渡開拓団の本拠跡地の方にたびたび伝令を出し、応戦しつつ自決を進めていることを報告していったという。
『長野県満州開拓史』の埴科郷の編によれば、（高社郷の後は）埴科郷と更科郷の二団のみが決戦を覚悟したという。ソ連軍は1200人の兵士で本拠跡地側の開拓民を包囲、8月27日早朝から攻撃が始まった。これについて、高社郷よりも遥かに人数が多い為、攻撃準備に慎重に時間をかけたと見る向きもある。大砲を使った猛攻撃により次々に死者が出、子どもや負傷者は1つの建物に集められて射殺された。『長野県満州開拓史』の埴科郷の編によれば、戦いはほどなく終わり、ソ連兵は重傷者を射殺し、歩ける者70人ほどを集めて城壁外に連れ出し、首実検をして負傷者はやはり射殺したとされている。そして、最後の生存者と負傷者約50人が焼け残った建物に収容され、ソ連兵が外から鍵をかけた後、手榴弾を投げ込み、放火して殺害されたという。虐殺は約3時間続いた。開拓民のうち男性は兵隊にとられていた事情はここでも変わりがなく、虐殺された大多数は婦女子や老人であった。ソ連兵に輪姦されたあとで射殺された若い女性の例もあった。
更科郷開拓団では5年生以上の子どもは男女を問わず戦闘に参加することに決まっていて、木を削って木槍を作って突撃したという。『昭和史の天皇』によれば、生残った学校の先生の証言では、子どもらを率いていた団長や校長の最後の行方はついに確認できなかったものの、更科郷のこれらの子どもらはほとんどが助かっていたという。しかし、せっかく助かった者らもその後、栄養失調やチフスで多数死んだのだという。
殺害された人数は資料により異なっているので正確な数字はわからないが、約3000人のうち、約2000人が亡くなったと言われている。『満洲開拓史』によると、犠牲者数は、ソ連軍による殺害が約1500人（内訳は、清和開拓団371人、埴科郷212人、高社郷420人、阿智郷24人、更科郷294人、南信濃郷100人、笠間村43人）、集団自殺による死者が少なくとも500人以上と多く、一時に殺害された人数としては、日ソ戦争中最悪である。
1945年（昭和20年）のソ連侵攻においてソ連軍が行った民間人の虐殺事件に関して、ソ連政府・ロシア政府共に公式に言及しておらず、佐渡開拓団跡事件についても沈黙を貫いている。

### 注
1. ↑  満洲開拓史刊行会、1966年（昭和41年）。1980年（昭和55年）に全国拓友協議会より再刊。
2. ↑  入植者たちは、「行軍」または「疎開」と呼んでいた。

## 関連図書
- 信濃毎日新聞社編集局 編 編『平和のかけはし 長野県開拓団の記録と願い』信濃毎日新聞社、1968年。doi:10.11501/2517455。全国書誌番号:68006514。
- 半藤一利『ソ連が満洲に侵攻した夏』文藝春秋〈文春文庫〉、2002年。ISBN 4-16-748311-4。 - 『平和のかけはし』をもとにして簡単にまとめた記述あり